# 1Password
1Password — це менеджер паролів, розроблений канадською компанією програмного забезпечення AgileBits Inc. Він підтримує кілька платформ, таких як iOS, Android, Windows, Linux і macOS .  Він надає користувачам місце для зберігання різних паролів, ліцензій на програмне забезпечення та іншої конфіденційної інформації у віртуальному сховищі, яке зашифровано головним паролем, що захищений криптографічним алгоритмом PBKDF2 .   Де за замовчуванням розміщується на серверах AgileBits за щомісячну плату. 

## Синхронізація файлів паролів
1Password можна налаштувати через сайт 1Password.com, платну службу синхронізації сервера на основі передплати, яку підтримують розробники. Локальна синхронізація Wi-Fi та iCloud були доступні лише в iOS і macOS у попередніх версіях.   
У 2017 році для користувачів, які підписалися на сервіс 1Password.com, була впроваджена функція Travel Mode. Ця функція дозволяє приховувати певні паролі, не позначені як безпечні для подорожей, у локальному сховищі пристрою. Це мінімізує ризик того, що прикордонні службовці чи інші офіційні особи зможуть змусити користувача розкрити свої дані під час перетину кордону.  Додатково це забезпечує зручність і безпеку під час подорожей, дозволяючи мандрівникам зосередитися на важливому, не турбуючись про конфіденційність своїх даних.

## Розширення для браузера
1Password інтегрується з веб-браузерами, серед них Safari, Chrome, Firefox, Edge і Opera .  Розширення може зберігати логіни для веб-сайтів, автоматично заповнювати їх в полях вводу і генерувати випадкові паролі для нових веб-сайтів. 
Щоб використовувати розширення браузера, користувач повинен мати права адміністратора на комп’ютері, на якому встановлено браузер. 1Password пропонує плани щомісячної передплати для компаній, які надають веб-доступ до своїх імен користувачів і паролів, які можна скопіювати та вставити на екрани входу.  Також доступні плани для сімейного та індивідуального використання. 
1Password також пропонує окреме розширення під назвою 1Password X, доступне для Firefox, Chrome і Opera.  . Це розширення розроблено для роботи без супутньої настільної програми, за наявності підписки. 
Що стосується мобільних пристроїв, 1Password пропонує інтеграцію з браузерами та програмами на пристроях iOS і Android за допомогою різних методів. Більш зручні способи заповнення та збереження інформації для входу передбачені в iOS 12  та Android Oreo 8.0 (і пізніших)  відповідно.

## історія
У статті Consumer Reports за 2017 рік Ден Гуідо, генеральний директор Trail of Bits, назвав 1Password популярним менеджером паролів (поряд із Dashlane, KeePass і LastPass ), причому вибір серед них здебільшого залежить від особистих уподобань. 
На відміну від попередніх версій, 1Password 7 став послугою передплати, хоча безстрокові ліцензії все ще були доступні в додатку ($64,99 у 2018 році  ).   Опцію локального зберігання сховищ паролів було видалено в 1Password 8, що викликало критику. 
14 листопада 2019 року 1Password оголосила про партнерство з венчурною компанією Accel, яка інвестувала 200 мільйонів доларів у раунд фінансування серії A та отримала міноритарну частку в компанії.  Це було перше зовнішнє фінансування в історії 1Password і найбільша одноразова інвестиція Accel на сьогодні. 
У 2021 році 1Password придбала голландську компанію з кібербезпеки SecretHub.  Він також залучив фінансування в розмірі 100 мільйонів доларів США, оцінка в 2 мільярди доларів. 
У січні 2022 року 1Password здійснив найбільший раунд фінансування в історії Канади, залучивши 620 мільйонів доларів у рамках серії C. Цей раунд, очолюваний Iconiq Growth, збільшив оцінку компанії до 6,8 мільярда доларів. Серед відомих інвесторів, які брали участь у цьому заході, були значні особистості, а саме: Райан Рейнольдс, Роберт Дауні-молодший і Джастін Тімберлейк .  Які підтримують інноваційні технології та стартапи. Це фінансування стало важливим етапом для 1Password, який дозволив компанії зміцнити свої позиції на ринку та продовжити розвиток своїх продуктів. 
У березні 2022 року Райан Рейнольдс взяв участь у створенні рекламного відео для 1Password, яке було розроблене його креативною агенцією Maximum Effort. У ролику йшлося про валлійський футбольний клуб Wrexham AFC, співвласником якого є сам Рейнольдс. Це співробітництво підкреслює його активну роль у розвитку як брендів, так і команд, в яких він бере участь.  
У листопаді 2022 року компанія 1Password оголосила про придбання техаського постачальника інструментів Passage за нерозголошену суму. 
У вересні 2023 року 1Password перевищив 250 мільйонів доларів щорічного регулярного доходу, причому більше двох третин доходу генерується від понад 100 000 бізнес-клієнтів. 
У рекламі 1Password, випущеній у січні 2024 року, знявся актор і режисер Томмі Вайзо . 

## Дивіться також
- Менеджер паролів
- Криптографія
- Список менеджерів паролів
- Шифрування
- Асиметричні алгоритми шифрування

## Зовнішні посилання
- Офіційний сайт